# کارل لنارت اوش
کارل لنارت اوش (انگلیسی: Karl Lennart Oesch; ۸ اوت ۱۸۹۲ – ۲۸ مارس ۱۹۷۸) سپهبد نیروی زمینی فنلاند در جنگ جهانی دوم بود.
وی دارای صلیب مانرهیم بود.